# Bogoniowice Ciężkowice
Bogoniowice Ciężkowice – stacja kolejowa położona na pograniczu Bogoniowic i Ciężkowic, w województwie małopolskim, w Polsce. Kasa biletowa została zamknięta w kwietniu 2010. Na stacji zatrzymują się pociągi spółki Przewozy Regionalne kursujące w relacjach Kraków/Tarnów – Nowy Sącz – Krynica-Zdrój oraz pociągi TLK relacji Kraków – Zagórz.

## Ruch pasażerski
| Rok  | Wymiana pasażerska na dobę |
| ---- | -------------------------- |
| 2017 | 50–99                      |
| 2022 | 200–299                    |

Stacja posiada bezpośredni dojazd do drogi wojewódzkiej 977. Obok torów głównych znajduje się bocznica i rampa załadunkowo-rozładunkowa z placem, służącym do obsługi wagonów towarowych. Budynek stacji został rozebrany ze względów bezpieczeństwa. Na pobliskim placu kolejowym planuje się uruchomienie parkingu w formule „Park&Ride”.
Od 11 grudnia 2016 r. na stacji zatrzymują się pociągi samorządowej spółki Koleje Małopolskie oraz pociąg pospieszny TLK „Malinowski” z Warszawy Wschodniej do Krynicy-Zdroju spółki PKP Intercity.